# Междудворье (железнодорожный разъезд)
Междудворье — железнодорожный разъезд (как населённый пункт) в Няндомском районе Архангельской области.

## География
Находится в юго-западной части Архангельской области на расстоянии приблизительно 45 км на север по прямой от административного центра района города Няндома у железнодорожной линии Москва-Архангельск на перегоне Лельма-Шалакуша.

## История
Разъезд был отмечен уже в 1939 году. До 2022 года входил в состав Шалакушского сельского поселения. По состоянию на 2020 году опустел, строений нет.

## Население
| 2002 | 2010 | 2012 |
| ---- | ---- | ---- |
| 0    | →0   | →0   |

Численность населения не была учтена как в 2002 году, так и в 2010.